# سیارک ۲۵۵۸۴
سیارک ۲۵۵۸۴ (به انگلیسی: 25584 Zhangnelson، نامگذاری:1999XO221)۲۵۵۸۴مین سیارک کشف شده‌است که در ۱۵ دسامبر ۱۹۹۹ کشف شد.